# SV 1908 Grün-Weiss Ahrensfelde
Der SV 1908 Grün-Weiss Ahrensfelde ist ein Sportverein aus der brandenburgischen Gemeinde Ahrensfelde im Landkreis Barnim. Zum Verein gehören die Abteilungen  Fußball, Turnen, Cheerleading, Tanzen, Frauensport, Seniorensport, Yoga und Volleyball.

## Geschichte
Der Verein wurde mithilfe von Weißenseeer Turnbrüdern am 24. Juni 1908 als Deutscher Turnverein Felsing Ahrensfelde gegründet und trat dem Deutschen Turner-Bund bei. Ab 1919 wurde in dem Verein neben Turnen auch Handball betrieben. Die Sportaktivitäten des DTV Felsing wurden kurz vor Ende des Zweiten Weltkrieges zwischenzeitlich eingestellt, der Verein anschließend aufgelöst.
Nach dem Krieg nahm der Verein im November 1945 als erster im späteren Bezirk Frankfurt seine Aktivitäten wieder auf. Von 1946 bis 1953 trat man als SG Ahrensfelde an. 1950 wurden die Abteilungen Fußball und Volleyball gegründet. Im Jahr 1959 wurde die SG in BSG Ahrensfelde umbenannt. 1969 löste sich die Sektion Fußball zwischenzeitlich auf, gründete sich erst 1985 neu. Ende des Jahres 1970 folgte die Umbenennung in Betriebs-, Turn- und Sportgemeinschaft Grün-Weiss Ahrensfelde und ab dem Jahr 1990 zu SV Grün-Weiss Ahrensfelde.
Im Jahr 2020 gründete sich eine Frauen-Fußballmannschaft. Die 1. Männer-Fußballmannschaft stieg 2022 in die Brandenburg-Liga und 2024 als Erstplatzierter  in die überregionale Oberliga Nordost auf, musste allerdings schon 2025 wieder den Abstieg hinnehmen.

## Jahnsportstätte

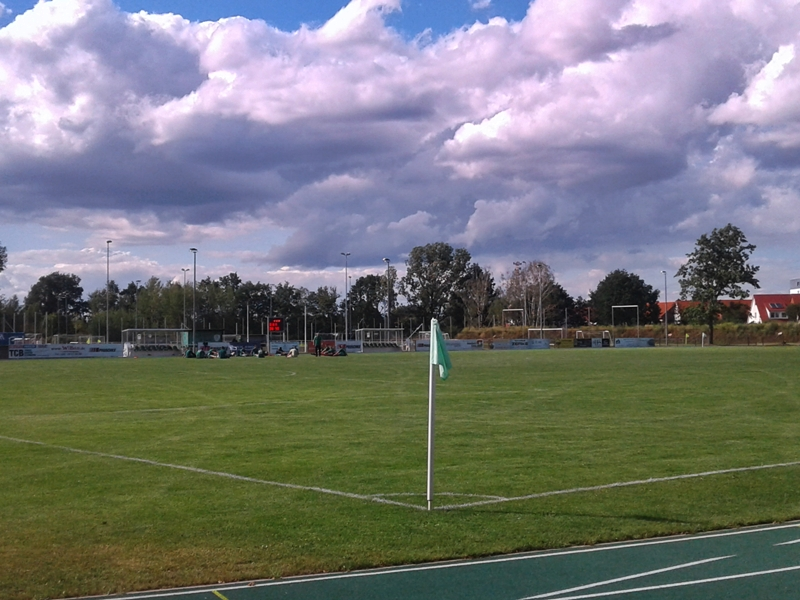
Jahnsportstätte Ahrensfelde

Der Klub trägt seine Heimspiele in der Jahnsportstätte aus, die 2500 Zuschauern fassen kann. Der Sportplatz wurde ab 1955 gebaut und 1962 eingeweiht. Im Jahr 2010 wurde das Vereinsheim saniert und ausgebaut.

## Statistik

### Erfolge
- Aufstieg in die Oberliga Nordost: 2024
- Brandenburg-Meister: 2024
- Aufstieg in die Brandenburgliga: 2022
- Aufstieg in die Landesliga: 2018
- Aufstieg in die Landesklasse Nord 2008, 2014
- Gewinn des Kreispokals Barnim: 1997
- Aufstieg in die Kreisliga: 1993, 1995

### Resultate ab 1993
| Saison  | Liga                  | Platz | Tore   | Punkte |
| ------- | --------------------- | ----- | ------ | ------ |
| 1993/94 | Kreisliga Barnim      | 15    | 032:68 | 17:43  |
| 1994/95 | 1. Kreisklasse Barnim | 01    | 086:35 | 44:16  |
| 1995/96 | Kreisliga Barnim      | 11    | 041:49 | 37     |
| 1996/97 | Kreisliga Barnim      | 10    | 044:49 | 36     |
| 1997/98 | Kreisliga Barnim      | 08    | 059:60 | 40     |
| 1998/99 | Kreisliga Barnim      | 10    | 056:64 | 37     |
| 1999/00 | Kreisliga Barnim      | 04    | 070:57 | 50     |
| 2000/01 | Kreisliga Barnim      | 05    | 078:66 | 53     |
| 2001/02 | Kreisliga Barnim      | 05    | 073:67 | 47     |
| 2002/03 | Kreisliga Barnim      | 07    | 065:72 | 43     |
| 2003/04 | Kreisliga Barnim      | 10    | 058:70 | 40     |
| 2004/05 | Kreisliga Barnim      | 10    | 055:51 | 38     |
| 2005/06 | Kreisliga Barnim      | 05    | 109:60 | 53     |
| 2006/07 | Kreisliga Barnim      | 02    | 137:34 | 81     |
| 2007/08 | Kreisliga Barnim      | 01    | 144:31 | 82     |
| 2008/09 | Landesklasse Nord     | 03    | 089:28 | 68     |
| 2009/10 | Landesklasse Ost      | 14    | 045:76 | 32     |
| 2010/11 | Kreisliga Barnim      | 03    | 081:30 | 73     |
| 2011/12 | Kreisliga Barnim      | 03    | 079:40 | 60     |
| 2012/13 | Kreisliga Barnim      | 03    | 080:52 | 53     |
| 2013/14 | Kreisliga Barnim      | 02    | 097:37 | 70     |
| 2014/15 | Landesklasse Nord     | 06    | 079:44 | 49     |
| 2015/16 | Landesklasse Nord     | 03    | 078:38 | 57     |
| 2016/17 | Landesklasse Nord     | 02    | 108:25 | 75     |
| 2017/18 | Landesklasse Nord     | 01    | 091:15 | 74     |
| 2018/19 | Landesliga Nord       | 02    | 064:42 | 58     |
| 2019/20 | Landesliga Nord       | 04    | 042:29 | 32     |
| 2020/21 | Landesliga Nord       | 03    | 024:8  | 16     |
| 2021/22 | Landesliga Nord       | 01    | 118:31 | 78     |
| 2022/23 | Brandenburgliga       | 03    | 063:42 | 56     |
| 2023/24 | Brandenburgliga       | 01    | 094:35 | 78     |
| 2024/25 | Oberliga Nordost      | 15    | 046:75 | 22     |
| 2025/26 | Brandenburgliga       |       |        |        |

## Personen
- Jan Glinker (* 1984)
- Manuel Schmiedebach (* 1988)